# Marvel Super Hero Contest of Champions
Marvel Super Hero Contest of Champions (lit. «Concurso de campeones de superhéroes de Marvel») es una serie limitada de cómics de tres números publicada de junio a agosto de 1982 por la editorial estadounidense Marvel Comics, fue escrita por Mark Gruenwald, Bill Mantlo y Steven Grant, con dibujo de John Romita, Jr.. Esta serie es significativa por ser la primera serie limitada publicada por Marvel, en ella se presentó un gran evento que afectó a todo el universo Marvel.
En 1999 se publicó una serie limitada de cinco números Contest of Champions II pero no es una secuela de la serie de 1982.

## Historia de publicación
Esta historia originalmente estaba planeada para ser una celebración por los Juegos Olímpicos de Moscú 1980, mostrando a los superhéroes de Marvel participando en distintas competencias. El plan fue abandonado cuando los Estados Unidos se negaron a participar en los Juegos Olímpicos como protesta por la intervención militar de la Unión Soviética en la guerra de Afganistán, a finales de 1979. El cómic estaba casi completo, por lo que Marvel publicó Contest of Champions dos años más tarde, con un argumento modificado que evitó cualquier conexión con las Olimpiadas.
En esta serie debutaron varios superhéroes de distintos países del mundo, Blitzkrieg (Alemania), Collective Man (China), Defensor (Argentina), Peregrine (Francia), Shamrock (Irlanda) y Talisman (Australia). Cada número de Conquest of Champions contenía un catálogo de todos los héroes que aparecen en la serie.

## Resumen de la trama
Un Primigenios del Universo, el Gran Maestro, desafía a una mujer encapuchada llamada «la desconocida», finalmente revelada como Muerte, a un concurso por la vida de otro primigenio, el Coleccionista, asesinado por Korvac. Ambos deciden usar a varios superhéroes de la Tierra como peones para recolectar las cuatro piezas de un premio llamado «Globo de Oro de la Vida». Si el equipo del Gran Maestro gana, el Coleccionista podrá ser resucitado, pero permanecerá muerto si pierde.
El equipo del Gran Maestro está formado por el Capitán América, Talismán, Darkstar, Capitán Britania, Wolverine, Defensor, Sasquatch, Daredevil, Peregrine, She-Hulk, Thing y Blitzkrieg.
El equipo de Muerte está formado por Iron Man, Vanguard, Puño de Hierro, Shamrock, Tormenta, Arabian Knight, Sabra, Chica Invisible, Ángel, Pantera Negra, Fuego Solar y Collective Man.
Aunque la historia representa un empate, con el equipo del Gran Maestro teniendo éxito en recolectar el Globo de Oro, Muerte revela que el Coleccionista revivirá sólo si el Gran Maestro toma su lugar en el Reino de los Muerto, lo cual acepta. 

### Después de Conquest of Champions
En Avengers Annual #16 (1987) se muestra que el concurso fue una artimaña del Gran Maestro para robar los poderes de la Muerte y, a través de otro engaño, obligarla a desterrar a todos los Primigenios del Universo de su Reino, otorgándoles así inmortalidad.
En Deadpool's Secret Secret Wars (2015) se reveló que al mismo tiempo que ocurría el concurso principal se llevó a cabo una ronda de bonificación en la que participaron superhéroes poco reconocidos. En esta ronda el equipo del Gran Maestro estuvo formado por Corredor Cohete, Mujer Cosa, Vile Tapeworm y Hombre Rana. El equipo de Muerte está formado por Deadpool, Howard el pato, Doop y Pink Sphinx. El equipo de Muerte gana el premio, un trofeo de participación.

### Contest of Champions(2015)
Después de Secret Wars (2015), el Coleccionista y el Gran Maestro organizan otro concurso en los restos del Battleworld creado por Doctor Doom, al cual renombran como Battlerealm. El premio de este concurso es un artefacto llamado Iso-Sphere.

## En otros medios

### Televisión
- El Concurso de Campeones fue adaptado en Fantastic Four: World's Greatest Heroes. En esta versión, el Gran Maestro enfrenta a los Cuatro Fantásticos contra sus peores enemigos, Ronan el Acusador, el Hombre Imposible, Annihilus y el Super-Skrull.
- El Concurso de Campeones fue adaptada como un arco argumental de cuatro episodios que sirvió como final de la temporada 3 de Ultimate Spider-Man. En este concurso Spider-Man se une a los Vengadores, los Nuevos Guerreros, los Agentes de S.M.A.S.H. y el Coleccionista para salvar a la Tierra del Gran Maestro.

### Cine
- En Thor: Ragnarok, el evento de gladiadores que organiza el Gran Maestro en Sakaar es llamado el Concurso de Campeones.[9]

### Videojuegos
- El cómic se adaptó en 2014 a un juego de lucha para Android e iOS llamado Marvel: Contest of Champions.[10][11]

## Ediciones recopiladas
- Avengers: The Contest (Contest of Champions #1–3, West Coast Avengers Annual #2, Avengers Annual #16)